# تليف نقوي
التليف النقوي (بالإنجليزية: Myelofibrosis)‏ هو سرطان نادر يصيب نخاع العظم. يصنف حاليا على أنه مرض تكاثر نقوي، حيث ينتج عن تكوين نسيلة شاذة للخلية الجذعية المكونة للدم في نخاع العظم مما يتسبب بتليف أو استبدال النخاع بألياف نسيج رابط كولاجيني.
يستخدم مصطلح التليف النقوي للتعبير عن التليف النقوي الأولي (أو التليف النقوي المزمن مجهول السبب) وهو النوع مجهول السبب من هذا المرض بخلاف التليف النقوي الثانوي لأمراض أخرى مثل كثرة الحمر الحقيقية وكثرة الصفيحات مجهولة السبب.

## العلامات والأعراض
يكون تليف النقي هو السمة الأساسية، ولكنه غالبًا ما يكون مصحوبًا بما يلي:
الإحساس بامتلاء البطن نتيجة تضخم الطحال.
آلام عظمية.
الكدمات وسهولة النزف بسبب نقص الصفائح الدموية.
الدنف (فقدان الشهية والوزن والتعب).
تضخم الكبد والطحال.
إعياء.
النقرس وارتفاع مستويات حمض اليوريك.
زيادة التعرض للعدوى، كالإصابة بالالتهاب الرئوي.
الشحوب وضيق النفس بسبب فقر الدم.
في حالات نادرة، ارتفاع حجم خلايا الدم الحمراء.
التليف النقوي الجلدي هو حالة جلدية نادرة تتميز بعقيدات جلدية وتحت جلدية.

## الأسباب
يوجد ارتباط بين الطفرات في مورثات جانوس كيناز 2 أو كالريتكولين أو ابيضاض الدم التكاثري النقوي والتليف النقوي. يملك نحو 90% من المصابين بالتليف النقوي واحدة من هذه الطفرات و10% لا يحملون أيًا من هذه الطفرات. لا تعتبرهذه الطفرات خاصة بالتليف النقوي، بل ترتبط بآفات تكاثرية نقوية أخرى، خاصة كثرة الكريات الحمر الأساسية وكثرة الصفيحات الأساسية.
توجد الطفرة V617F لبروتين الجانوس الكيناز 2 لدى نحو نصف الأفراد الذين يعانون من التليف النقوي الأولي، وهي عبارة عن تغير الفالين إلى فينيل ألانين في الموضع 617. الجانوس الكيناز هي كينازات تيروزين غير مستقبلة ضرورية لتفعيل الإشارات المتواسطة بمستقبلات السيتوكين التي تفتقر إلى النشاط التحفيزي. تشمل هذه مستقبلات الإريثروبويتين والثرومبوبويتين ومعظم الإنترلوكينات والإنترفيرونات. تعتبر طفرات جانوس كيناز 2 مهمة لأنها تلعب دورًا في التحكم في إنتاج خلايا الدم من الخلايا الجذعية المكونة للدم. يبدو أن طفرة V617F تجعل الخلايا المكونة للدم أكثر حساسية لعوامل النمو التي تحتاج إلى جانوس كيناز 2 لنقل الإشارة، والتي تشمل الإريثروبويتين والثرومبوبويتين.
يرمز جين الابيضاض النقوي التكاثري لبروتين يعمل كمستقبل للثرومبوبويتين. تؤدي الطفرة في هذا الجين، والمعروفة باسم طفرة W515، إلى إنتاج بروتين مستقبلات ثرومبوبويتين غير طبيعي، مما يؤدي إلى الإفراط في إنتاج الخلايا النقوية غير الطبيعية. تحفز الخلايا العملاقة غير الطبيعية الخلايا الأخرى -الخلايا الليفية- على إنتاج الكولاجين في نقي العظام، عن طريق إفراز عامل نمو مشتق من الصفيحات وعامل النمو المحول بيتا 1.

## العلاج
العلاج الشافي هو زرع الخلايا الجذعية الخيفية، ولكن ينطوي هذا النهج على مخاطر كبيرة. تكون خيارات العلاج الأخرى داعمة إلى حد كبير، ولا تغير مسار الاضطراب (باستثناء الروكسوليتينيب، كما هو موضح أدناه). تشمل هذه الخيارات: حمض الفوليك والألوبيورينول وعمليات نقل الدم. قد يلعب الديكساميتازون والألفا إنترفيرون وهيدروكسي اليوريا (المعروف أيضًا باسم الهيدروكسيكارباميد) دورًا في ذلك.
يمكن استخدام اللينابيدوميد والتاليدوميد في العلاج، على الرغم شيوع حدوث الاعتلال العصبي المحيطي، وهو أحد الآثار الجانبية المزعجة.
قد يحتاج المريض لعمليات نقل دم متكررة. إذا كان المريض مصابًا بداء السكري ويتناول سلفونيل يوريا، فيجب إيقاف ذلك بشكل دوري لاستبعاد نقص الصفيحات الدوائي.
يُعتبر استئصال الطحال العرطل خيارًا علاجيًا للمرضى الذين يعانون من التليف النقوي؛ إذ يساهم تضخم الطحال في الإصابة بفقر الدم بسبب فرط الطحالية، خاصةً إذا تطلب الأمر عمليات نقل دم متكررة. ومع ذلك، فإن استئصال الطحال العرطل إجراء عالي الخطورة، مع خطر وفاة يصل إلى 3 % بحسب بعض الدراسات.
في نوفمبر 2011، وافقت إدارة الغذاء والدواء الأمريكية على الروكسوليتينيب كعلاج للتليف النقوي متوسط وعالي الخطورة. يعمل الروكسوليتينيب كمثبط للجانوس كيناز 1 و2. نشرت مجلة نيو إنغلاند جورنال أوف ميديسين نتائج دراستي المرحلة الثالثة من الروكسوليتينيب. أظهرت هذه البيانات أن العلاج يقلل بشكل كبير من حجم الطحال، ويحسن أعراض التليف النقوي، ويرتبط بمعدلات بقاء عامة أفضل بكثير مقارنة مع الدواء الوهمي. ومع ذلك، شكك البعض مؤخرًا في فائدة الروكسوليتينيب على معدلات البقاء.
في أغسطس 2019، وافقت إدارة الغذاء والدواء الأمريكية على الفيدراتينيب كعلاج للبالغين الذين يعانون من درجة خطورة متوسطة 2 أو عالية من التليف النقوي الأولي أو الثانوي (ما بعد كثرة الحمر الأساسية أو ما بعد كثرة الصفيحات الأساسية).